# Нурліюль
Нурліюль (узб. Нурлийўл, Nurliyoʻl) — міське селище в Узбекистані, в Турткульському районі Каракалпакстану.
Статус міського селища з 2009 року.